# 馬納夫加特

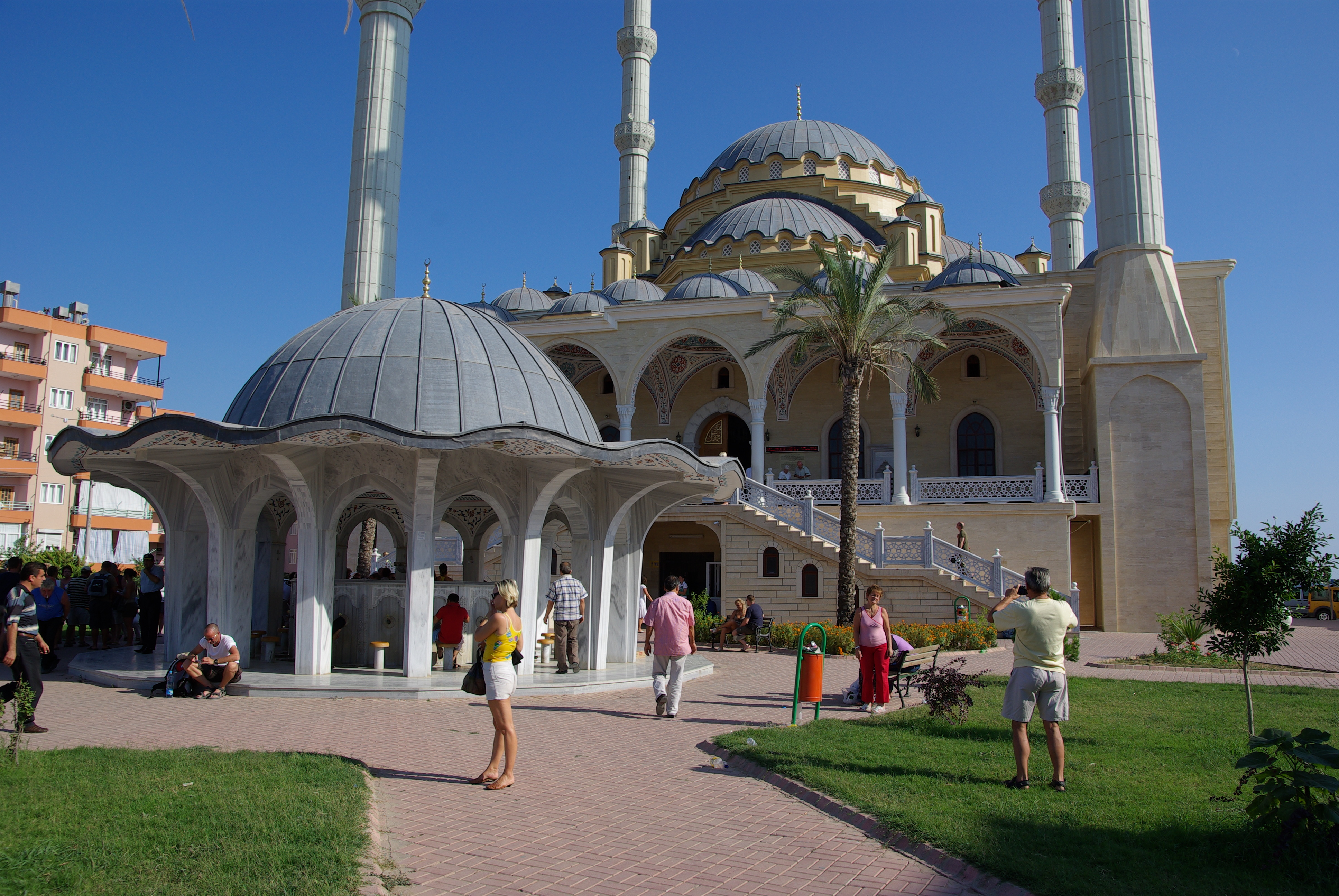

馬納夫加特是土耳其的城鎮，由安塔利亞省負責管轄，位於該國西南部，距離首府安塔利亞75公里，面積2,283平方公里，海拔高度6米，主要經濟活動是農業、畜牧業和旅遊業，2010年人口89,307。

## 外部連結
- Manavgat - Manavgat Excellent Photos
- Side-Manavgat - Side and Manavgat